# Ualide I
Ualide ibne Abedal Maleque (em árabe: الوليد بن عبد الملك, lit. 'Al-Walid ibn Abd al-Malik'; 668 - 715), melhor conhecido como Ualide I, Valide I e Alvelide I (Walid I, lit. "[o] recém-nascido"), foi o califa omíada que reinou entre 705 e 715 (86-96 AH). Ualide era filho de Abedal Maleque ibne Maruane e sua esposa, que era de Négede, na região central da península Arábica. Ualide continuou a expansão do império islâmico iniciada por seu pai e foi um governante competente. Ele era conhecido por sua piedade pessoal e se contam muitas histórias sobre a sua constante recitação do Corão e as grandes festas que ele oferecia aos que estavam jejuando durante o Ramadã. Ele era casado com Um Banine binte Abedalazize ibne Maruane ibne Aláqueme.
Ele jurou obediência ao pai por toda a vida e, por isso, a sucessão de Ualide I não foi contestada. Ele foi sucedido por seu irmão Solimão e foi enterrado no cemitério Bab al-Saghir em Damasco, onde está o seu túmulo até hoje.

## Campanhas militares
Ualide I reconquistou partes do Egito do Império Bizantino, atacando Cartago e a parte ocidental do Norte da África. Em 711, os exércitos islâmicos cruzaram o Estreito de Gibraltar e começaram a conquista da Península Ibérica com o apoio de contingentes berberes. Em 716, os visigodos da Ibéria já haviam sido derrotados e toda a região caiu sob controle muçulmano. Esta seria a maior expansão do controle do Islã na Europa (em 732, ele foram derrotados na Batalha de Tours pelos exércitos francos de Carlos Martel). No oriente, os exércitos islâmicos chegaram até o rio Indo em 712.
O principal comandante militar da época era Alhajaje bin Iúçufe e Ualide deu grande atenção à organização militar dos exércitos omíadas, construindo uma grande marinha para apoiar as suas incursões militares. Como seu pai, Ualide continuou dando grande liberdade a Alhajaje, o que resultou na conquista de Transoxiana e Sinde. Alhajaje foi também responsável por escolher os generais que lideraram as vitoriosas campanhas no oriente e era muito famoso pelo papel que teve na derrota de Abedalá ibne Zobair no reinado do pai de Ualide. Assim, Muça ibne Noçáir e Tárique conquistaram Alandalus e o irmão do califa, Salama, lutou contra os bizantinos e conquistou o Azerbaijão.
Atabari descreve como Cutaiba ibne Muslim, o governador do Grande Coração, liderou campanhas durante todo o período, conquistando Samarcanda, avançando na região de Fergana e enviando mensageiros à China. Ele também relata como Alhajaje torturou Iázide ibne Almoalabe, que conseguiu escapar e se refugiou com o irmão de Ualide, Solimão. Alhajaje pressionou o califa sobre o assunto e ele ordenou ao irmão que retornasse Iázide para a prisão. Solimão então acorrentou seu próprio filho a Iázide e os enviou até Ualide para suplicar pela vida do prisioneiro. O califa aceitou a súplica e pediu a Alhajaje que desistisse de sua perseguição.

## Arquitetura
Em 691, Abedal Maleque ibne Maruane ordenou a construção do Domo da Rocha no local onde o Profeta Maomé iniciou a sua viagem para o céu (Meraj) no Monte do Templo em Jerusalém. Uma década depois, seu filho Ualide I ordenou a construção da Mesquita de Al-Aqsa. Foi também neste período que os judeus e cristãos foram aceitos como "povos do Livro", que aceitava as raízes monoteísticas comuns que as duas religiões compartilham com o Islã.
O próprio califa era um entusiasta da arquitetura e mandou reformar e remobiliar a Mesquita de al Nabawi, em Medina. Ele também construiu diversos caminhos pelas montanhas e poços nas estradas em Hejaz. Além disso, ele também mandou demolir a basílica cristã em honra a João Batista para construir uma grande mesquita, hoje conhecida como "Grande Mesquita de Damasco" ou Mesquita dos Omíadas (em árabe: جامع بني أمية الكبير; romaniz.: Ğām' Banī 'Umayyah al-Kabīr). Inicialmente, a conquista muçulmana de Damasco em 636 não afetou a igreja, pois o edifício era compartilhado pelos fiéis cristãos e muçulmanos. Com o tempo, estes construíram uma estrutura de tijolos de barro encostada na parede sul da igreja para que os cristãos pudessem rezar. De acordo com a lenda, o próprio Ualide I iniciou a demolição cravando um prego de ouro na estrutura.
A mesquita abriga um santuário no qual acredita-se estar preservada a cabeça de João Batista, que é considerado um Profeta do Islã e chamado Iáia. Supostamente, a cabeça foi encontrada durante as escavações para a construção da mesquita. O Mausoléu de Saladino está ali também, num pequeno jardim anexo à muralha norte.

## Cultura

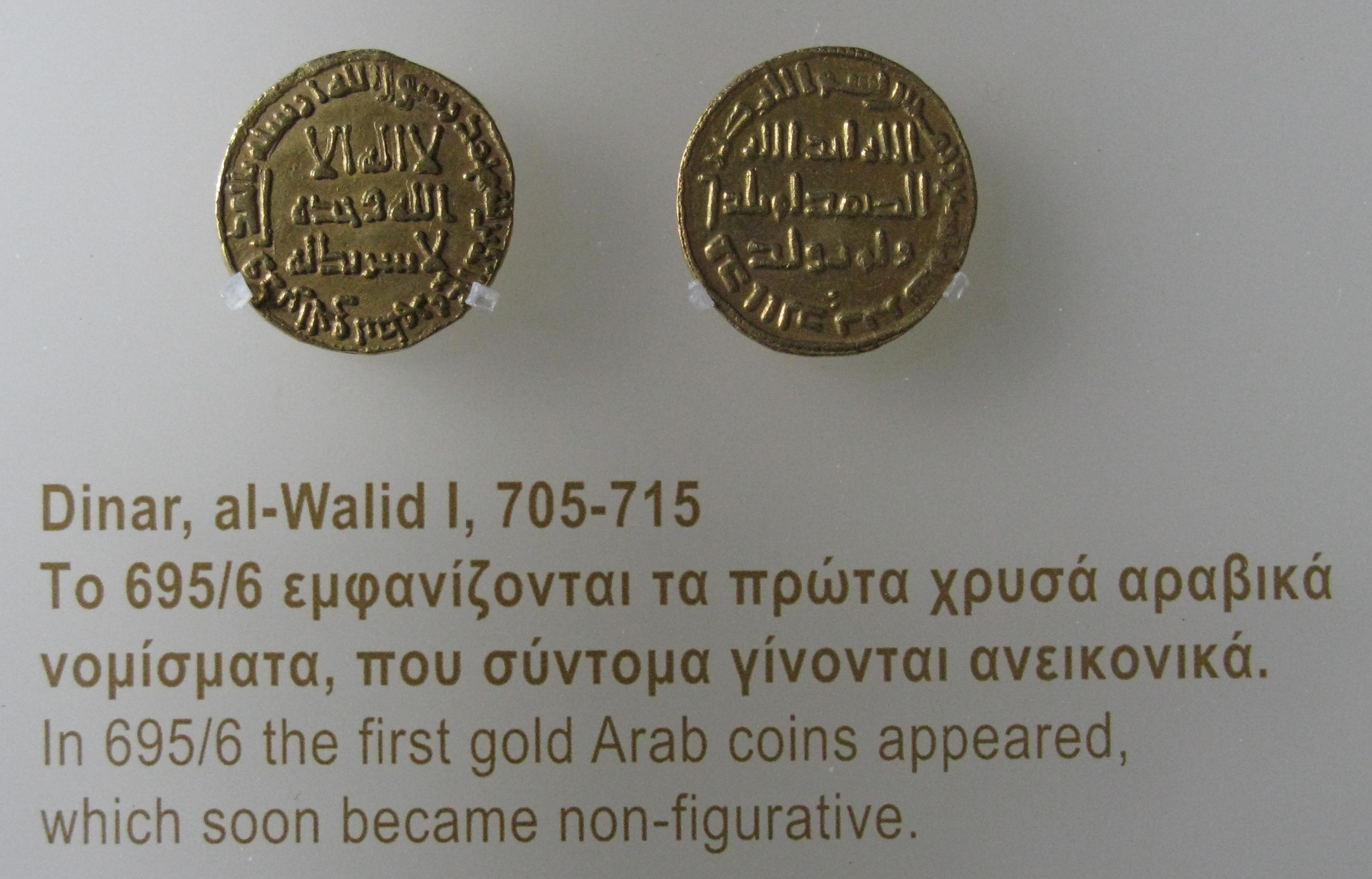
Dinar de Ualide

Foi também Ualide que ligou definitivamente a islamização com a arabização. A conversão não era obrigatória para os povos conquistado, porém, uma vez que os não muçulmanos tinham que pagar impostos adicionais, muitas pessoas preferiam se converter. Este fato criou diversos problemas, particularmente por que o Islã estava fortemente ligado ao povo árabe, com sua forte identidade tribal, parentesco e descendência. Como cada vez mais muçulmanos agora eram não-árabes, o status e a cultura do povo fundador do Islã ficou sob ameaça. Em particular, uma grande quantidade de egípcios falantes do copta e de muçulmanos falantes do persa começaram a ameaçar a própria língua na qual o islamismo se baseava. Em parte para mitigar essa ameaça, Ualide institui o árabe como a única língua oficial do império e decretou que todas as transações oficiais deveriam ser feitas nessa língua. Assim, ele cimentou a primazia do árabe no mundo islâmico.
Era o início do que se tornaria uma guerra civil no Islã, o movimento foi liderado pelos maulas, os muçulmanos não árabes que se sentiam discriminados pelos muçulmanos árabes.

### Valadolide
É possível que a origem do nome da cidade espanhola de Valadolide esteja relacionado com Ualide I, que era o califa na época da conquista muçulmana. Na época do Alandalus a cidade chamava-se Balad al-Walīd (بلد الوليد), que significa "lugar de Ualide".